# Liste des cantons de Maine-et-Loire

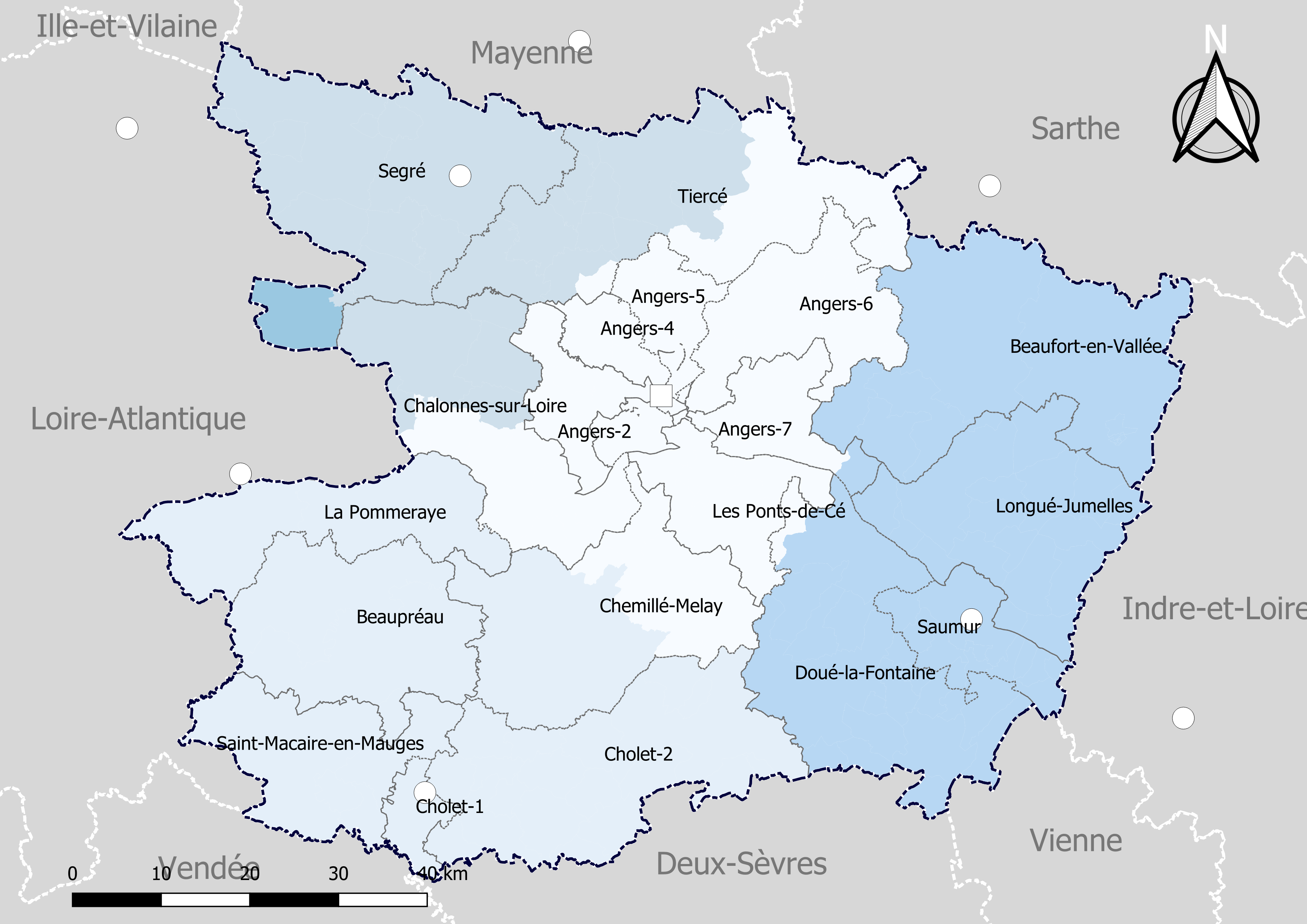
Découpage cantonal du département de Maine-et-Loire, avec en surimpression les arrondissements (en nuances de bleu) - Carte arrêtée au 1er janvier 2019.

Cette page liste les cantons du département français de Maine-et-Loire, avec leur code Insee. Dans le cadre de la réforme territoriale, un nouveau découpage territorial pour le département de Maine-et-Loire est défini par le décret du 26 février 2014. Le département qui comptait 41 cantons, n'en compte plus dès lors que 21.
Voir aussi les listes des arrondissements, des communes, des anciennes communes, et des intercommunalités du département.
Il y a une homonymie exacte pour le canton d'Allonnes (avec celui existant dans la Sarthe), comme il existe une homonymie pour la commune chef-lieu.
Il n'y a aucune homonymie pour le canton de Gennes, mais il en existe une pour la commune chef-lieu.

## Histoire

### Liste des cantons avant la réforme de 2014
| Code Insee | Arrondissement | Cantons                   | Population (2009) | Superficie (en km²) |
| ---------- | -------------- | ------------------------- | ----------------- | ------------------- |
| 49 01      | Angers         | Angers-Nord-Est           | 32 719            | 69,88               |
| 49 02      | Angers         | Angers-Est                | 27 823            | 23,72               |
| 49 03      | Angers         | Angers-Centre             | 35 968            |                     |
| 49 04      | Saumur         | Baugé                     | 11 608            | 268,25              |
| 49 05      | Angers         | Beaufort-en-Vallée        | 18 781            | 169,6               |
| 49 06      | Cholet         | Beaupréau                 | 27 558            | 276,69              |
| 49 07      | Segré          | Candé                     | 7 616             | 223,56              |
| 49 08      | Angers         | Chalonnes-sur-Loire       | 12 156            | 111,92              |
| 49 09      | Cholet         | Champtoceaux              | 15 123            | 156,34              |
| 49 10      | Segré          | Châteauneuf-sur-Sarthe    | 12 713            | 237,07              |
| 49 11      | Cholet         | Chemillé                  | 16 275            | 219,38              |
| 49 12      | Cholet         | Cholet 2                  | 26 180            | 202,25              |
| 49 13      | Saumur         | Doué-la-Fontaine          | 14 490            | 233,45              |
| 49 14      | Angers         | Durtal                    | 10 417            | 204,85              |
| 49 15      | Saumur         | Gennes                    | 7 651             | 163,71              |
| 49 16      | Segré          | Le Lion-d'Angers          | 12 712            | 213,8               |
| 49 17      | Saumur         | Longué-Jumelles           | 13 511            | 267,55              |
| 49 18      | Angers         | Le Louroux-Béconnais      | 10 331            | 249,64              |
| 49 19      | Cholet         | Montfaucon-Montigné       | 25 407            | 229                 |
| 49 20      | Saumur         | Montreuil-Bellay          | 13 007            | 228,79              |
| 49 21      | Cholet         | Montrevault               | 15 491            | 198,85              |
| 49 22      | Saumur         | Noyant                    | 6 163             | 304,75              |
| 49 23      | Angers         | Les Ponts-de-Cé           | 39 115            | 215,19              |
| 49 24      | Segré          | Pouancé                   | 10 340            | 247,65              |
| 49 25      | Cholet         | Saint-Florent-le-Vieil    | 17 617            | 191,87              |
| 49 26      | Angers         | Saint-Georges-sur-Loire   | 16 669            | 177,01              |
| 49 27      | Saumur         | Allonnes (Maine-et-Loire) | 12 219            | 166,52              |
| 49 28      | Saumur         | Saumur-Nord               | 11 040            | 51,17               |
| 49 29      | Saumur         | Saumur-Sud                | 31 118            | 103,63              |
| 49 30      | Segré          | Segré                     | 17 038            | 241,54              |
| 49 31      | Angers         | Seiches-sur-le-Loir       | 12 160            | 208,86              |
| 49 32      | Angers         | Thouarcé                  | 20 444            | 311,74              |
| 49 33      | Angers         | Tiercé                    | 14 986            | 152,67              |
| 49 34      | Saumur         | Vihiers                   | 15 159            | 374,95              |
| 49 35      | Cholet         | Cholet 1                  | 25 604            | 40,75               |
| 49 36      | Angers         | Angers-Trélazé            | 30 232            | 50,08               |
| 49 37      | Angers         | Angers-Sud                | 23 579            |                     |
| 49 38      | Angers         | Angers-Ouest              | 34 119            | 39,15               |
| 49 39      | Angers         | Angers-Nord               | 26 420            | 84,54               |
| 49 40      | Cholet         | Cholet 3                  | 28 477            | 42,96               |
| 49 41      | Angers         | Angers-Nord-Ouest         | 20 046            | 15,85               |

### Redécoupage cantonal de 2014
Dans la poursuite de la réforme territoriale engagée en 2010, l'Assemblée nationale adopte définitivement le 17 avril 2013 la réforme du mode de scrutin pour les élections départementales destinée à garantir la parité hommes/femmes. Les lois (loi organique 2013-402 et loi 2013-403) sont promulguées le 17 mai 2013. Un nouveau découpage territorial est défini par décret du 26 février 2014 pour le département de Maine-et-Loire. Celui-ci entre en vigueur lors du premier renouvellement général des assemblées départementales suivant la publication du décret, soit en mars 2015. Les conseillers départementaux sont élus au scrutin majoritaire binominal mixte. Les électeurs de chaque canton éliront au Conseil départemental, nouvelle appellation des Conseils généraux, deux membres de sexe différent, qui se présenteront en binôme de candidats. Les conseillers départementaux seront élus pour 6 ans au scrutin binominal majoritaire à deux tours, l'accès au second tour nécessitant 10 % des inscrits au 1er tour. En outre la totalité des conseillers départementaux est renouvelée.
Ce nouveau mode de scrutin nécessite un redécoupage des cantons dont le nombre est divisé par deux avec arrondi à l'unité impaire supérieure si ce nombre n'est pas entier impair et avec des conditions de seuils minimaux. En Maine-et-Loire le nombre de cantons passe ainsi de 41 à 21.
Les critères du remodelage cantonal sont les suivants : le territoire de chaque canton doit être défini sur des bases essentiellement démographiques, le territoire de chaque canton doit être continu et les communes de moins de 3 500 habitants sont entièrement comprises dans le même canton. Il n’est fait référence, ni aux limites des arrondissements, ni à celles des circonscriptions législatives.
Conformément à de multiples décisions du Conseil constitutionnel depuis 1985 et notamment  sa décision no 2010-618 DC du 9 décembre 2010,  il est admis que le principe d’égalité des électeurs au regard des critères démographiques est respecté lorsque le ratio conseiller/habitant de la circonscription est compris dans une fourchette de 20 % de part et d'autre du ratio moyen conseiller/habitant du département. Pour le département de Maine-et-Loire, la population de référence est la population légale en vigueur au 1er janvier 2013, à savoir la population millésimée 2010, soit 784 810 habitants. Avec 21 cantons la population moyenne par conseiller départemental est de 37 372 habitants. Ainsi la population de chaque nouveau canton doit-elle être comprise entre 29 898 habitants et 44 846 habitants pour respecter le principe de l'égalité citoyenne au vu des critères démographiques.

## Composition actuelle

### Composition détaillée
NB : Cette liste présente la composition des cantons tels que définis dans le décret du 26 février 2014 qui se base sur le découpage communal en vigueur à cette date. Certaines communes ont depuis été intégrées dans des communes nouvelles qui peuvent couvrir plusieurs cantons. En l'absence de texte officiel prenant en compte ces communes nouvelles, le décret de 2014 continue à s'appliquer.
| N° | Nom du Canton       | Bureau centralisateur | Population (2022) | Nombre de communes entières               | Communes composant le canton |
| -- | ------------------- | --------------------- | ----------------- | ----------------------------------------- | --- |
| 1  | Angers-1            | Angers                | 43 828            | fraction Angers                           | Partie de la commune d'Angers située à l'intérieur du périmètre défini par l'axe des voies et limites suivantes : cours de la Maine, pont de la Haute-Chaîne, boulevard Ayrault, boulevard Carnot, rue Pierre-Lise, avenue Montaigne jusqu'à la limite territoriale de la commune de Saint-Barthélemy-d'Anjou, rue du Grand-Montrejeau, chemin de Villechien, rocade Est, boulevard d'Estienne-d'Orves, boulevard Jacques-Millot, boulevard Joseph-Bédier, avenue de-Lattre-de-Tassigny, rue Auguste-Blandeau, rue du Docteur-Guichard, boulevard de Strasbourg, boulevard Yvonne-Poirel, rue Moirin, rue Eblé, boulevard Yvonne-Poirel, pont Noir, rue Jacques-Bordier, boulevard Marc-Leclerc, rond-point de la Baumette, boulevard Olivier-Couffon, ligne droite dans le prolongement de la rue Faidherbe jusqu'au cours de la Maine, cours de la Maine. |
| 2  | Angers-2            | Angers                | 42 137            | 2 + fraction Angers                       | 1° Les communes suivantes : Bouchemaine, Sainte-Gemmes-sur-Loire. 2° La partie de la commune d'Angers située au sud et à l'ouest d'une ligne définie par l'axe des voies et limites suivantes : depuis la limite territoriale de la commune de Beaucouzé, route départementale 323, cours de la Maine, ligne droite dans le prolongement de la rue Faidherbe, boulevard Olivier-Couffon, rond-point de la Baumette, boulevard Marc-Leclerc, rue Jacques-Bordier, pont Noir, boulevard Yvonne-Poirel, rue Eblé, rue Moirin, boulevard Yvonne-Poirel, boulevard de Strasbourg, rue du Docteur-Guichard, rue Auguste-Blandeau, avenue de-Lattre-de-Tassigny et son prolongement en ligne droite, jusqu'à la limite territoriale de la commune des Ponts-de-Cé.                                                                                                 |
| 3  | Angers-3            | Angers                | 41 964            | 7 + fraction Angers                       | 1° Les communes suivantes : Beaucouzé, Béhuard, Saint-Clément-de-la-Place, Saint-Lambert-la-Potherie, Saint-Léger-de-Linières, Saint-Martin-du-Fouilloux, Savennières. 2° La partie de la commune d'Angers située à l'ouest d'une ligne définie par l'axe des voies et limites suivantes : depuis la limite territoriale de la commune d'Avrillé, avenue René-Gasnier, rue Saint-Lazare, place du Docteur-Bichon, boulevard Georges-Clemenceau, boulevard Descazeaux, place de la Laiterie, rue Beaurepaire, pont de Verdun, cours de la Maine, route départementale 323, jusqu'à la limite territoriale de la commune de Beaucouzé. |
| 4  | Angers-4            | Angers                | 44 427            | 2 + fraction Angers et Longuenée-en-Anjou | 1° Les communes suivantes : Avrillé, Longuenée-en-Anjou, Montreuil-Juigné. 2° La partie de la commune d'Angers située au nord et à l'ouest d'une ligne définie par l'axe des voies et limites suivantes : depuis la limite territoriale de la commune de Cantenay-Épinard, cours de la Mayenne, cours de la Maine, pont de Verdun, rue Beaurepaire, boulevard Descazeaux, place de la Laiterie, boulevard Georges-Clemenceau, place du Docteur-Bichon, rue Saint-Lazare, avenue René-Gasnier, jusqu'à la limite territoriale de la commune d'Avrillé. |
| 5  | Angers-5            | Angers                | 40 620            | 6 + fraction Angers                       | 1° Les communes suivantes : Briollay, Cantenay-Épinard, Écouflant, Écuillé, Feneu, Soulaire-et-Bourg. 2° La commune d'Angers située au nord d'une ligne définie par l'axe des voies et limites suivantes : depuis la limite territoriale de la commune d'Écouflant, avenue Victor-Chatenay, avenue Pasteur, rue Émile-Blavier, rue de Jérusalem, rue Édouard-et-Renée-Cœffard, boulevard des Deux-Croix, rue Joseh-Cussoneau, avenue Montaigne, rue Pierre-Lise, boulevard Saint-Michel, boulevard Carnot, boulevard Ayrault, pont de la Haute-Chaîne, cours de la Maine, cours de la Mayenne, jusqu'à la limite territoriale de la commune de Cantenay-Épinard. |
| 6  | Angers-6            | Angers                | 42 771            | 12 + fraction Angers                      | 1° Les communes suivantes : La Chapelle-Saint-Laud, Cornillé-les-Caves, Corzé, Huillé-Lézigné, Jarzé Villages, Marcé, Montreuil-sur-Loir, Rives-du-Loir-en-Anjou, Saint-Barthélemy-d'Anjou, Seiches-sur-le-Loir, Sermaise, Verrières-en-Anjou. 2° La partie de la commune d'Angers située à l'est d'une ligne définie par l'axe des voies et limites suivantes : depuis la limite territoriale de la commune de Saint-Barthélemy-d'Anjou, avenue Victor-Chatenay, avenue Pasteur, rue Émile-Blavier, rue de Jérusalem, rue Édouard-et-Renée-Cœffard, boulevard des Deux-Croix, rue Joseph-Cussonneau, avenue Montaigne, jusqu'à la limite territoriale de la commune de Saint-Barthélemy-d'Anjou. |
| 7  | Angers-7            | Angers                | 45 977            | 5 + fraction Angers                       | 1° Les communes suivantes : Loire-Authion, La Ménitré, Le Plessis-Grammoire, Sarrigné, Trélazé. 2° La partie de la commune d'Angers non incluse dans les cantons d'Angers-1, d'Angers-2, d'Angers-3, d'Angers-4, d'Angers-5 et d'Angers-6. |
| 8  | Beaufort-en-Anjou   | Beaufort-en-Anjou     | 32 551            | 6                                         | Baugé-en-Anjou, Beaufort-en-Anjou, Les Bois d'Anjou, Mazé-Milon, Noyant-Villages, La Pellerine. |
| 9  | Beaupréau-en-Mauges | Beaupréau-en-Mauges   | 41 686            | 3                                         | Beaupréau-en-Mauges, Bégrolles-en-Mauges, Montrevault-sur-Èvre. |
| 10 | Chalonnes-sur-Loire | Chalonnes-sur-Loire   | 34 869            | 13 + 1 fraction Erdre-en-Anjou            | Bécon-les-Granits, Chalonnes-sur-Loire, Champtocé-sur-Loire, Chaudefonds-sur-Layon, Denée, Erdre-en-Anjou, Ingrandes-Le Fresne sur Loire, La Possonnière, Rochefort-sur-Loire, Saint-Augustin-des-Bois, Saint-Georges-sur-Loire, Saint-Germain-des-Prés, Saint-Sigismond, Val d'Erdre-Auxence. |
| 11 | Chemillé-en-Anjou   | Chemillé-en-Anjou     | 38 545            | 7                                         | Aubigné-sur-Layon, Beaulieu-sur-Layon, Bellevigne-en-Layon, Chemillé-en-Anjou, Mozé-sur-Louet, Terranjou, Val-du-Layon. |
| 12 | Cholet-1            | Cholet                | 42 645            | fraction Cholet                           | Partie de la commune de Cholet située à l'ouest et au sud d'une ligne définie par l'axe des voies et limites suivantes : depuis la limite territoriale de la commune de Saint-Léger-sous-Cholet, chemin communal n° 5, rue Charles-Lindbergh, boulevard des Bois-Lavau (route départementale 13), boulevard du Pont-de-Pierre, boulevard Hérault, place de la République, boulevard Gustave-Richard, rue Nationale, rue Sadi-Carnot, rue de Lorraine, rue de Maulévrier (route départementale 20), jusqu'à la limite territoriale de la commune de Mazières-en-Mauges. |
| 13 | Cholet-2            | Cholet                | 43 920            | 19 + fraction Cholet                      | 1° Les communes suivantes : Cernusson, Les Cerqueux, Chanteloup-les-Bois, Cléré-sur-Layon, Coron, Lys-Haut-Layon, Maulévrier, Mazières-en-Mauges, Montilliers, Nuaillé, Passavant-sur-Layon, La Plaine, Saint-Paul-du-Bois, Somloire, La Tessoualle, Toutlemonde, Trémentines, Vezins, Yzernay. 2° La partie de la commune de Cholet non incluse dans le canton de Cholet-1. |
| 14 | Doué-en-Anjou       | Doué-en-Anjou         | 34 869            | 17 + 2 fractions                          | Antoigné, Bellevigne-les-Châteaux, Brissac Loire Aubance, Brossay, Cizay-la-Madeleine, Le Coudray-Macouard, Courchamps, Dénezé-sous-Doué, Doué-en-Anjou, Épieds, Gennes-Val-de-Loire, Louresse-Rochemenier, Montreuil-Bellay, Le Puy-Notre-Dame, Saint-Just-sur-Dive, Saint-Macaire-du-Bois, Tuffalun, Les Ulmes, Vaudelnay. |
| 15 | Longué-Jumelles     | Longué-Jumelles       | 30 427            | 17 + 1 fraction Gennes-Val-de-Loire       | Allonnes, Blou, Brain-sur-Allonnes, La Breille-les-Pins, Courléon, Gennes-Val-de-Loire, La Lande-Chasles, Longué-Jumelles, Mouliherne, Neuillé, Saint-Clément-des-Levées, Saint-Philbert-du-Peuple, Varennes-sur-Loire, Vernantes, Vernoil-le-Fourrier, Villebernier, Vivy. |
| 16 | Mauges-sur-Loire    | Mauges-sur-Loire      | 35 489            | 2                                         | Mauges-sur-Loire, Orée d'Anjou. |
| 17 | Les Ponts-de-Cé     | Les Ponts-de-Cé       | 38 445            | 7 + 1 fraction Brissac Loire Aubance      | Blaison-Gohier, Brissac Loire Aubance, Les Garennes sur Loire, Mûrs-Erigné, Les Ponts-de-Cé, Saint-Jean-de-la-Croix, Saint-Melaine-sur-Aubance, Soulaines-sur-Aubance. |
| 18 | Sèvremoine          | Sèvremoine            | 41 795            | 6                                         | Le May-sur-Èvre, La Romagne, Saint-Christophe-du-Bois, Saint-Léger-sous-Cholet, La Séguinière, Sèvremoine. |
| 19 | Saumur              | Saumur                | 34 211            | 11                                        | Artannes-sur-Thouet, Distré, Fontevraud-l'Abbaye, Montsoreau, Parnay, Rou-Marson, Saumur, Souzay-Champigny, Turquant, Varrains, Verrie. |
| 20 | Segré-en-Anjou Bleu | Segré-en-Anjou Bleu   | 34 526            | 11                                        | Angrie, Armaillé, Bouillé-Ménard, Bourg-l'Évêque, Candé, Carbay, Challain-la-Potherie, Chazé-sur-Argos, Loiré, Ombrée d'Anjou. |
| 21 | Tiercé              | Tiercé                | 42 449            | 19 + 2 fractions                          | Baracé, Chambellay, Cheffes, Chenillé-Champteussé, Durtal, Erdre-en-Anjou, Étriché, Grez-Neuville, Les Hauts-d'Anjou, La Jaille-Yvon, Juvardeil, Le Lion-d'Angers, Longuenée-en-Anjou, Miré, Montigné-lès-Rairies, Montreuil-sur-Maine, Morannes sur Sarthe-Daumeray, Les Rairies, Sceaux-d'Anjou, Thorigné-d'Anjou, Tiercé. |
|    |                     |                       | 828 151           | 358                                       | |

### Répartition par arrondissement
Contrairement à l'ancien découpage où chaque canton était inclus à l'intérieur d'un seul arrondissement, le nouveau découpage territorial s'affranchit des limites des arrondissements. Certains cantons peuvent être composés de communes appartenant à des arrondissements différents. Dans le département de Maine-et-Loire, c'est le cas de cinq cantons (Beaufort-en-Vallée, Chalonnes-sur-Loire, Chemillé-Melay, Cholet-2 et Tiercé).
Le tableau suivant présente la répartition par arrondissement :
| N° | Canton                  | Angers               | Cholet               | Saumur | Segré | Total                |
| -- | ----------------------- | -------------------- | -------------------- | ------ | ----- | -------------------- |
| 1  | Angers-1                | fraction Angers      |                      |        |       | fraction Angers      |
| 2  | Angers-2                | 2 + fraction Angers  |                      |        |       | 2 + fraction Angers  |
| 3  | Angers-3                | 8 + fraction Angers  |                      |        |       | 8 + fraction Angers  |
| 4  | Angers-4                | 5 + fraction Angers  |                      |        |       | 5 + fraction Angers  |
| 5  | Angers-5                | 6 + fraction Angers  |                      |        |       | 6 + fraction Angers  |
| 6  | Angers-6                | 18 + fraction Angers |                      |        |       | 18 + fraction Angers |
| 7  | Angers-7                | 11 + fraction Angers |                      |        |       | 11 + fraction Angers |
| 8  | Beaufort-en-Vallée      | 7                    |                      | 25     |       | 32                   |
| 9  | Beaupréau               |                      | 22                   |        |       | 22                   |
| 10 | Chalonnes-sur-Loire     | 16                   |                      |        | 1     | 17                   |
| 11 | Chemillé-Melay          | 12                   | 9                    | 3      |       | 24                   |
| 12 | Cholet-1                |                      | fraction Cholet      |        |       | fraction Cholet      |
| 13 | Cholet-2                |                      | 10 + fraction Cholet | 15     |       | 25 + fraction Cholet |
| 14 | Doué-la-Fontaine        |                      |                      | 34     |       | 34                   |
| 15 | Longué-Jumelles         |                      |                      | 18     |       | 18                   |
| 16 | La Pommeraye            |                      | 20                   |        |       | 20                   |
| 17 | Les Ponts-de-Cé         | 17                   |                      |        |       | 17                   |
| 18 | Saint-Macaire-en-Mauges |                      | 15                   |        |       | 15                   |
| 19 | Saumur                  |                      |                      | 12     |       | 12                   |
| 20 | Segré                   |                      |                      |        | 35    | 35                   |
| 21 | Tiercé                  | 9                    |                      |        | 25    | 34                   |
|    |                         | 112                  | 77                   | 107    | 61    | 357                  |